# Mark Ryden
Mark Ryden (Medford, 20 gennaio 1963) è un pittore statunitense di immagini fantastiche e criptiche.

## Biografia
Figlio di Barbara e Keith Ryden, ha vissuto la maggior parte della sua vita in California, a Escondido (Los Angeles). Ha frequentato l'Art Center College of Design di Pasadena, dove si è laureato nel 1987. Ha ricevuto un B.F.A (Bachelor of Fine Arts) nel medesimo anno. Attualmente crea e dipinge nel Castle Green Hotel a Pasadena, nel suo studio privato che divide con la partner Marion Peck, con la quale ha realizzato un cortometraggio intitolato Sweet Wishes. Risiede con i suoi due figli Rosie e Jasper Ryden a Eagle Rock (Los Angeles). La sua abitazione è sommersa da una collezione di gingilli, ciondoli, scheletri, statue, libri, quadri e giocattoli antichi. Proprio ispirandosi ad essi ha realizzato i suoi quadri più famosi, come egli stesso ha più volte affermato.
Dissacratorio, i soggetti delle sue opere sono spesso caratterizzati dalla presenza di simboli culturali e religiosi dell'occidente. Prendendo spunto dall'immaginario iconografico delle fiabe, ne ha di fatto stravolto il significato iniziale, creando uno stile visivo coerente in cui promiscuità, ambiguità e senso del macabro si fondono. Influenzato da Dalí, Bosch, Magritte, dagli artisti pop e dalla sua preziosissima Magic Monkey (che custodisce gelosamente nel suo studio), agli inizi degli anni novanta diviene uno dei massimi esponenti del pop surrealism, movimento che si è diffuso con la fondazione della rivista Juxtapoz, fondata da Robert Williams negli anni '90.
I suoi soggetti preferiti sono l'ex presidente Abraham Lincoln, l'attrice Christina Ricci (ma ha ritratto personaggi del mondo hollywoodiano, come Leonardo DiCaprio, suo grande fan). Il soggetto più bizzarro che Mark Ryden abbia ritratto è sicuramente Bubbles, lo scimpanzé di Michael Jackson, che gli è stato consegnato nel suo studio direttamente in limousine. Si è guadagnato fama nel 1991 eseguendo la copertina dell'album di Michael Jackson Dangerous. Nel 1994 cura la copertina e l'intero libretto dell'album One Hot Minute dei Red Hot Chili Peppers. Si è occupato anche della copertina degli album di artisti come Tyler, the Creator, Ringo Starr, i Red Hot Chili Peppers, Butthole Surfers and Jack Off Jill. Kirk Hammett dei Metallica gli ha recentemente commissionato di dipingere la sua chitarra.

## Esposizioni[1]
- 2009 - Pictopia — Festival of New Character Worlds, Haus der Kulturen der Welt, Berlino, Germania
- 2009 - Snow Yak, Tomio Koyama Gallery, Tokyo, Giappone (solo)
- 2008 - Prints from the Cal State Fullerton University Collection II, Cal State Fullerton Main Art Gallery, Fullerton, California
- 2007 - Charity by Numbers, Corey Helford Gallery, Culver City, California
- 2007 - The Tree Show, Michael Kohn Gallery, Los Angeles, California (solo)
- 2007 − El Rei de La casa, Institut de Cultura de Barcelona, Palau de La Virreina, Barcellona
- 2006 - Drawn to Expression. Art Center College of Design, Pasadena, California
- 2005 - Au Pays de MerveillesGalerie Magda Danysz, Parigi, Francia
- 2005 - Wondertoonel, Pasadena Museum of California Art, Pasadena, California
- 2004 - Wondertoonel, Frye Art Museum, Seattle, Washington
- 2004 - Innocence Found DFN Gallery, New York, New York
- 2004 - 100Artists See SatanG rand Central Art Center, Santa Ana, California
- 2004 - Age of Aquarius Copro-Nason Gallery, Culver City, California
- 2004 - Modern Love M Modern Gallery, Palm Springs, California
- 2004 - From Your Valentine Copro-Nason Gallery, Culver City, California
- 2004 - Juxtapoz 10 Th Anniversary Group Show 111 Minna Gallery, San Francisco, California
- 2003 - Dark Fairytales Roq La Rue Gallery, Seattle, Washington
- 2003 - Group Show La Luz De Jesus Gallery, Los Angeles, California
- 2003 - Raising the Brow Earl McGrath Gallery, Los Angeles, California
- 2003 - Blood Earl McGrath Gallery, Los Angeles, California
- 2003 - Insalata Mista Mondo Bizzarro Gallery, Bologna, Italia
- 2002 - Bunnies and Bees, Grand Central Art Center, Santa Ana, California
- 2002 - Von Dutch an American Original Northridge Art Galleries, Northridge, California
- 2002 - Hello PressPop Gallery, Tokyo, Giappone
- 2002 - Gods and Monsters Roq La Rue Gallery, Seattle, Washington
- 2002 - Group Show La Luz De Jesus Gallery, Los Angeles, California
- 2002 - Draw Roq La Rue Gallery, Seattle, Washington
- 2001 - Representing LA, Pictorial Currents In Southern CA Arts Frye Art Museum, Seattle, Washington
- 2001 - Representing LA, Pictorial Currents In Southern CA Arts Laguna Art Museum, Laguna Beach California
- 2001 - Group Show La Luz De Jesus Gallery, Los Angeles, California
- 2001 - Bunnies and Bees, Earl McGrath Gallery, New York, New York
- 2001 - Amalgamation, Outre Gallery, Melbourne, Australia
- 2000 - Margaret Keane and Keaneabilia Laguna Art Museum, Laguna Beach, California
- 2000 - Luck of the Draw La Luz de Jesus Gallery, Los Angeles, California
- 2000 - Invitational III La Luz de Jesus Gallery, Los Angeles, California
- 2000 - Up From the Underground Hollywood Arts & Culture Center, Hollywood, Florida
- 1999 - Group Show Copro-Nason Gallery, Culver City, California
- 1999 - Six Forms of Love and DespairMerry Karnowsky Gallery, Los Angeles, CA
- 1999 - Tiki Group Show Huntington Beach Arts Center, Huntington Beach, California
- 1999 - Invitational II La Luz de Jesus Gallery, Los Angeles, California
- 1998 - Kittens'N'Kads Merry Karnowsky Gallery, Los Angeles, California
- 1998 - Custom II Acme Gallery, San Francisco, California
- 1998 - No Red Ribbons Julie Rico Gallery, Santa Monica, California
- 1998 - Tribute to La Luz de Jesus Track 16Gallery, Los Angeles, California
- 1998 - Group Show La Luz de Jesus Gallery, Los Angeles, California
- 1998 - The Meat Show, Mendenhall Gallery, Pasadena, California
- 1997 - Calivera Kustom Merry Karnowsky Gallery, Los Angeles, California
- 1996 - 21st Century Tiki La Luz de Jesus Gallery, Los Angeles, California
- 1994 - Side Show Tamara Bane Gallery, Los Angeles, California